# Juan José Rosendo Rocha
Juan José Rosendo Rocha nacido como Juan José Rosendo de Rocha Esparza y Durán Porcel de Peralta (Buenos Aires, superintendencia homónima del Virreinato del Río de la Plata, 29 de febrero de 1807 – pueblo de Belgrano, provincia de Buenos Aires, 7 de julio de 1880) era un hacendado, militar y político argentino descendiente de la aristocracia colonial rioplatense, que fuera héroe de la guerra del Brasil en la cual se enroló desde 1826, posteriormente al ser del bando unitario bajo el mando de los generales Alvear, Paz y Lavalle, participó de las guerras civiles argentinas, y con el rango de teniente coronel se destacó desde 1865 en la guerra de la Triple Alianza.

## Biografía hasta el inicio castrense

### Origen familiar y primeros años
Juan José Rosendo Rocha había nacido el 29 de febrero de 1807 en la ciudad de Buenos Aires, capital de la superintendencia homónima y del Virreinato del Río de la Plata, siendo hijo del militar y hacendado Juan José Mariano de Rocha Esparza Cabral de Melo y Alderete (Buenos Aires,  1782- ib., 1808) y de su esposa Bernardina Durán y Porcel de Peralta. Además era primo del futuro gobernador bonaerense Emilio Castro Rocha.
Sus abuelos paternos eran Juan José Romualdo de Rocha Melo y de la Torre (Buenos Aires, 7 de febrero de 1754 - ib., 13 de mayo de 1821) y su esposa Camila Esparza Cabral de Melo y Alderete, la cual era una chozna de los azorano-portugueses Amador Vaz de Alpoim y de la infanzona Margarita Cabral de Melo.
Al cumplir un año de edad, Juan José Rosendo quedó huérfano de padre y su abuelo paterno se hizo cargo del cuidado y educación, pero al fallecer este último, pasó a la tutela del tío político Félix Castro, esposo de Luisa de Rocha Esparza Cabral de Melo y Alderete, hasta alcanzar la mayoría de edad.

### Inicios de la carrera militar
De adolescente se enroló en la carrera militar desde el 5 de octubre de 1820, cuando se incorporó a las filas del gobernador bonaerense Martín Rodríguez para reconquistar la capital que estaba en poder del revolucionario Manuel Vicente Pagola desde el 1.º del mismo mes, y que finalmente pudo deponer.

## Participación en la guerra del Brasil

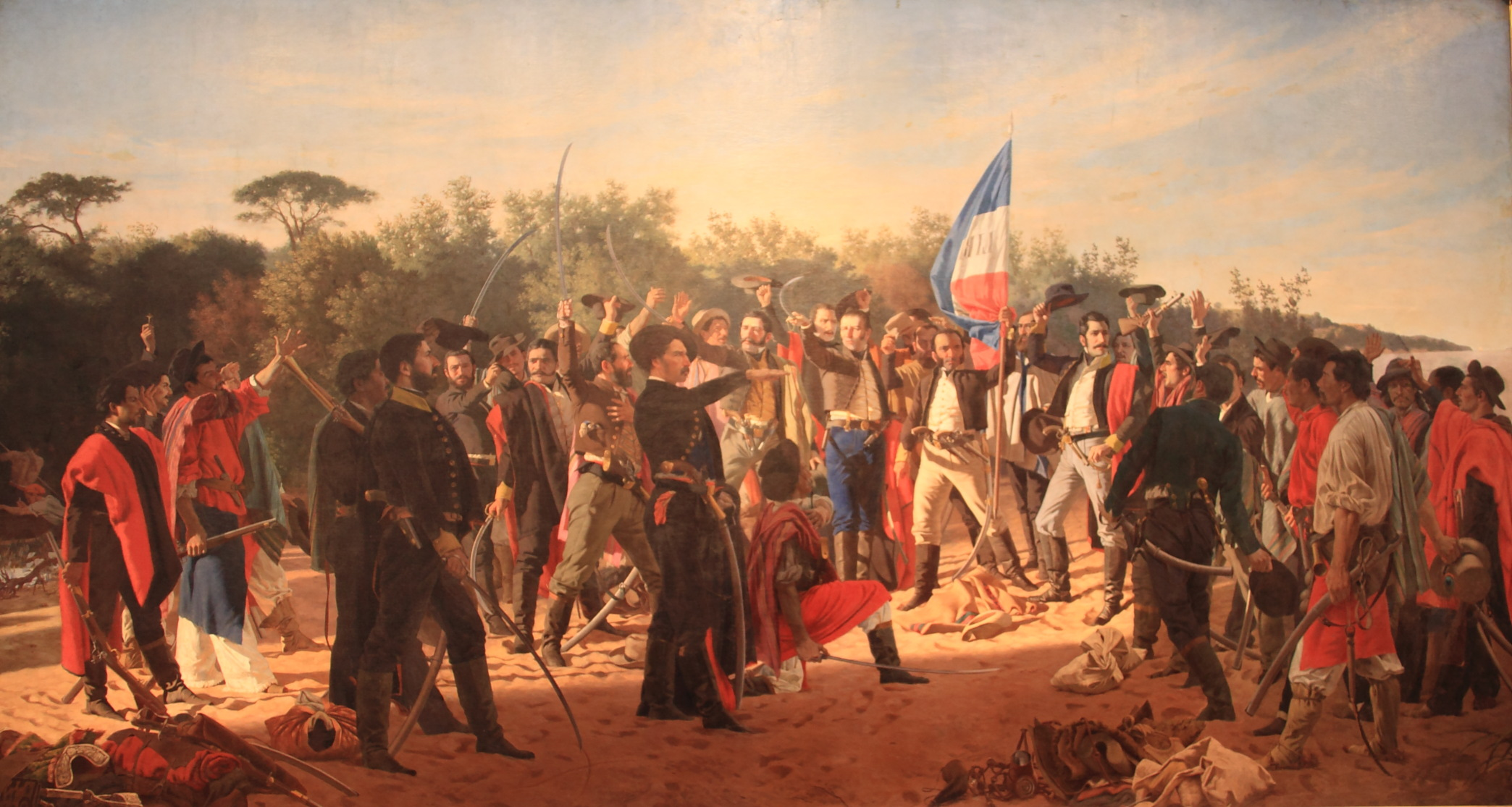
El Juramento de los Treinta y Tres Orientales (óleo de Juan Manuel Blanes) que reintegró la Banda Oriental a las Provincias Unidas del Río de la Plata en 1825, lo que provocó la guerra del Brasil hasta 1828, con la consecuente independencia del Estado Oriental del Uruguay.

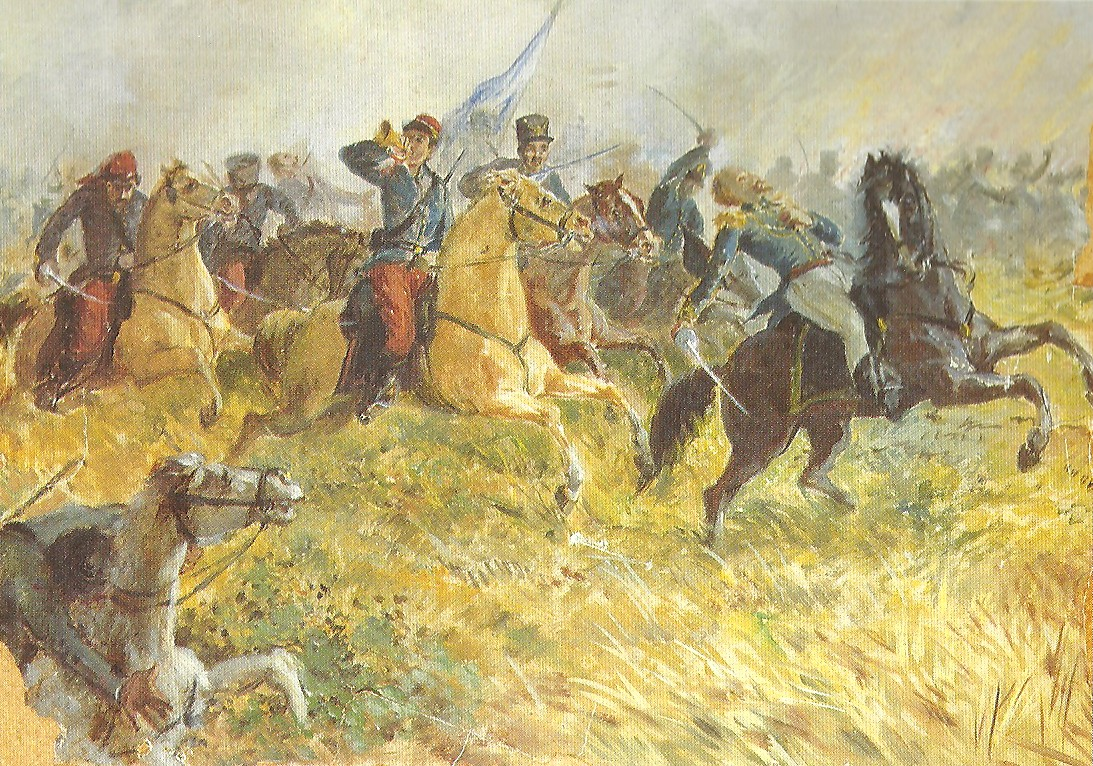
Muerte del Coronel Brandsen durante la batalla de Ituzaingó (de Augusto Ballerini).

### En las batallas de Ombú y de Ituzaingó
Iniciada la guerra del Brasil en 1825, combatió en ella desde 1826, al alistarse como alférez al mando del teniente coronel Anacleto Medina de la 2.ª compañía del Escuadrón de Coraceros del Ejército Republicano del general Carlos María de Alvear. De esta forma, combatió en la batalla de Ombú del 15 de febrero de 1827 y en la batalla de Ituzaingó del 20 del corriente, en la que actuó heroicamente y por lo cual recibió el escudo y cordones otorgados por el gobierno.

### La batalla de Camacuã y el ascenso a teniente primero
También participó en la batalla de Camacuã del 23 de abril del mismo año a las órdenes del general Alvear, y poco después, continuó con el brigadier Juan Antonio Lavalleja —quien fuera el exjefe de los Treinta y Tres Orientales en 1825 y, en el mismo año, gobernador de la restaurada rioplatense provincia Oriental del Uruguay hasta 1826— en la formación del Escuadrón Escolta del general en jefe, lo que le valió ser ascendido a teniente primero.
Terminada la guerra regresó a la ciudad de Buenos Aires y en donde actuó en el movimiento del general Lavalle del 1.º de diciembre de 1828.

## Las guerras civiles argentinas

### Campañas militares contra los federales
Hizo la campaña contra los caudillos federales bajo el mando de Isaac Thompson pero luego de la caída del gobernador Juan Galo Lavalle el 26 de junio de 1829, el entonces teniente primero Juan José Rosendo Rocha fue detenido, destituido y sus bienes totalmente saqueados, por lo que una vez liberado fue perseguido hasta que debió emigrar al Estado Oriental del Uruguay en el año 1830.

### Vuelta del exilio uruguayo y la conspiración de Maza
Posteriormente regresó a la entonces instaurada Confederación Argentina para participar en la proyectada revolución del general Carlos María de Alvear, y en la casa de Rocha se reunieron los comprometidos en la conspiración de Maza, por lo cual informó al general Lavalle de la preparación de la misma.
Finalmente Rosas se informó de la existencia de la misma, y en el despacho en la Sala de Representantes, el brazo armado policial de la Sociedad Popular Restauradora conocida como La Mazorca, se cobraba un nuevo crimen con el asesinato de Manuel Maza, aumentando así sus persecuciones a los opositores al régimen rosista, e inmediatamente al conocer la noticia de la muerte de Maza, Rosas firmó la orden de que también el hijo Ramón Maza fuese ajusticiado, hecho acontecido en la cárcel con su fusilamiento el 28 de junio de 1839.
Durante dicha dictadura del gobernador bonaerense de Juan Manuel de Rosas también fue acusado Rocha de pertenecer al proscrito Partido Unitario y por ello lo detuvieron, pero logró fugarse y se ocultó en la vivienda de un pariente sacerdote que residía cerca al departamento de policía. Al estar buscado por todos lados, le destruyeron la estancia y le embargaron todos sus bienes y también los de su esposa Juana Arana. Estaba decidido a emigrar nuevamente al Uruguay, y tras dos intentos frustrados de embarcar, a la tercera lo logró a pesar del tiroteo con la policía.

### Nuevo exilio en el Uruguay y la Legión Libertadora de Lavalle

La expedición desde el Estado Oriental del Uruguay del general Juan Galo Lavalle en 1841 hasta su muerte en San Salvador de Jujuy, que luego del reconocimiento médico del doctor Gabriel Cuñado, secretamente se trasladaron sus despojos por la comitiva del teniente coronel Juan Estanislao del Campo fuera de la Confederación Argentina, que llegaría a la ciudad boliviana de Tarija.

Una vez en la ciudad de Montevideo se unió a la Legión Libertadora del general Lavalle, quien con Rocha la condujo el 2 de julio de 1839 a la isla Martín García. Debido a las continuas persecuciones rosistas de las familias unitarias, incluyendo a la esposa de Rocha, también debió emigrar al país vecino junto a su pequeño hijo Dardo Rocha de tan solo un año de edad, y se avecindaron en Montevideo, en donde ella misma fue quien le enseñó a su hijo las primeras letras en el corto exilio.
Su cuñado y futuro consuegro Diego Arana recibía en la desembocadura del río Luján la correspondencia del general Lavalle que Rocha como comisionado le llevaba para los generales Vidal, Pinto, Pico y otros más, siendo de suma importancia y riesgo, por lo cual la transportaba hasta Las Conchas y de allí a la ciudad de Buenos Aires.
Contribuyó a la formación de los escuadrones Maza y Libertad de la citada legión y terminada la organización de la misma, pasó a formar parte de los escuadrones de Jefes y Oficiales que el general Lavalle había confiado al coronel Niceto Vega y con quien Rocha actuó en la victoriosa batalla de Yeruá del 22 de septiembre de 1839. También combatió en la batalla de Don Cristóbal del 10 de abril de 1840. Después fue enviado en comisión a Montevideo pero ya no pudo volver a unirse al ejército de Lavalle, debido a la batalla de Sauce Grande.

### Capitán de la Legión Argentina del Uruguay y ascenso a sargento mayor
Cuando el entonces teniente primero Rocha se enroló en el ejército del Estado Oriental del Uruguay, al poco tiempo fue promovido al grado de capitán, y al invadirlo el general Manuel Oribe, formó la Legión Argentina reclutando a todos los compatriotas residentes. Al organizarse Montevideo por el general José María Paz, este lo nombró segundo jefe del Escuadrón Escolta pero por una rara enfermedad adquirida en las campañas militares, pasó al arma de artillería con el mismo rango, por lo que quedó a cargo de las baterías Caaguazú y General Belgrano.
En el año 1844, el entonces presidente uruguayo Manuel Oribe lo ascendió a sargento mayor, y cuando el general Paz abandonó la defensa de Montevideo para tomar el mando del ejército de la provincia de Corrientes, Rocha lo acompañó y fue asignado en el cargo de jefe del despacho de correspondencia de la 2.º División.

### Campañas en la provincia de Corrientes y la Legión Italiana de Garibaldi
Acompañó al coronel Manuel Saavedra Cárdenas —un sobrino del general Cornelio Saavedra, presidente de la Primera Junta— en varios reconocimientos en el norte correntino, y se encargó de realizar el diario del viaje, y cuando llegaron a la Trinchera del Paraguay y a la Tranquera de Loreto realizó dos minuciosos informes de ambos lugares.
Consecuente a la invasión del gobernador entrerriano Justo José de Urquiza, el sargento mayor Rocha al mando del general José María Paz hicieron una campaña por toda la provincia entre los meses de enero y marzo de 1846. El citado coronel Saavedra fallecería en la batalla de Vences al sur de Curuzú Cuatiá, el 26 de noviembre de 1847.
Al disolverse el Ejército Aliado Pacificador viajó a la localidad de Salto y se unió a las fuerzas de la Legión Italiana de José Garibaldi y de Juan Lamberti que la tenían ocupada desde noviembre de 1845. Al poco tiempo, en octubre de 1846, Garibaldi y Lamberti pasaron a Montevideo y Rocha se quedó con el mando de la batería para resistir el ataque del enemigo.

### Vuelta de la familia a Buenos Aires y el ascenso a teniente coronel

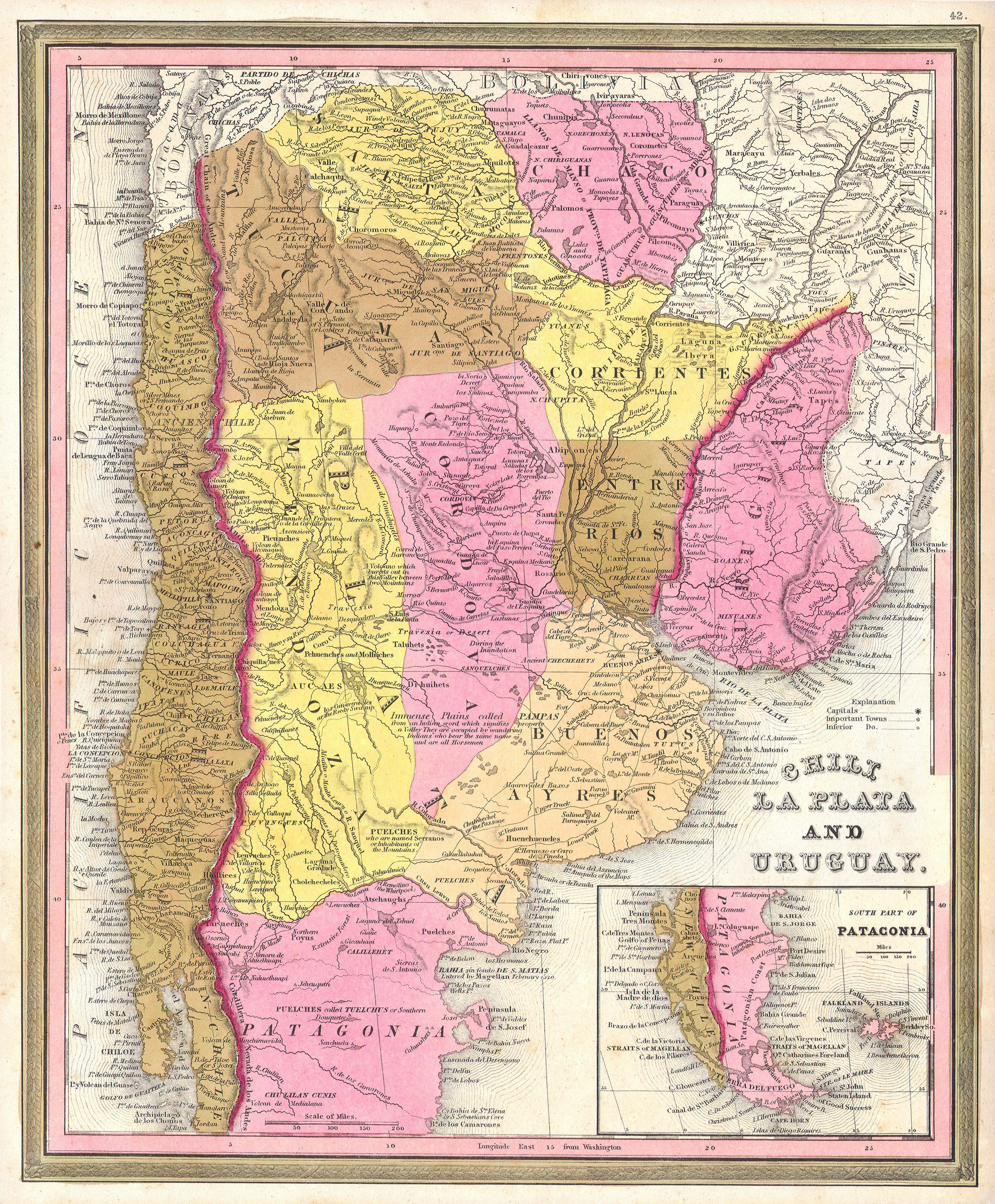
La Confederación Argentina durante el gobierno de Juan Manuel de Rosas, y los países limítrofes (hacia 1846).

Al regresar su esposa Juana Arana a la ciudad de Buenos Aires, a causa de la atenuación de la campaña contra los opositores, su hijo Dardo Rocha inició sus estudios primarios en el Colegio Republicano desde 1846 (para pasar en 1848 a hacer sus estudios secundarios en el convento de San Francisco, hasta 1851).
Después de la toma de la ciudad de Paysandú por parte del general Fructuoso Rivera, lo mandaron al puerto de Las Vacas para incorporarse a la división del general Anacleto Medina, quien le encargó la fortificación del mismo. En la cercana localidad de Las Víboras hubo un conflicto armado y por la actuación valerosa de Rocha, el general Rivera lo ascendió al rango de teniente coronel.

## Caída del gobierno rosista, el Estado de Buenos Aires y la consolidación nacional

### Deterioro de la salud y breve incursión en el periodismo bonaerense
Poco después, el teniente coronel Juan José Rosendo Rocha pasó a la ciudad de Montevideo, y en el año 1850 tuvo una imposibilidad orgánica que le provocó el abandono del ejército.
Luego de la caída del caudillo confederal Juan Manuel de Rosas, se mudó a la ciudad de Buenos Aires y allí con su amigo Martín Félix Rodríguez Carrasco —hijo del exgobernador bonaerense Martín Rodríguez— fundaron el periódico La Nueva Época.

### Consolidación de la Nación Argentina y viaje por el mundo
Rocha cooperó como civil en la revolución del 11 de septiembre de 1852 y posteriormente a este acontecimiento se dedicó exclusivamente a su estancia hasta que lo sorprendió el pronunciamiento del general Hilario Lagos, por lo que regresó a la ciudad de Buenos Aires, y el 1.º de diciembre del mismo año, el general Lagos inició la revolución contra el gobierno porteño con casi todas las fuerzas de la campaña bonaerense y atacó a los pocos días la capital, pero fue rechazado por la reacción del general Bartolomé Mitre, por lo cual Lagos lideró el 6 de diciembre del mismo año el sitio de Buenos Aires que fue levantado el 13 de julio de 1853.
En el año 1858 como buen francmasón, el teniente coronel Juan José Rosendo de Rocha inició a su hijo Dardo Rocha Arana de veinte años de edad en la logia Constancia N.º 7 de Buenos Aires.
Una vez terminado el sitio, se le dio a Rocha el mando de un destacamento que rindió a un batallón en la localidad de Pilar. Después de la Batalla de Cepeda del 23 de octubre de 1859, y luego de organizar la defensa del sitio de la capital por el general Justo José de Urquiza, se le confió al teniente coronel Rocha unas baterías de la parte sur, en donde permaneció hasta el Pacto de San José de Flores del 11 de noviembre del corriente, entre la Confederación Argentina y el Estado de Buenos Aires.
Su informe castrense de los hechos acontecidos le sirvió para presentar al Ministerio de Guerra y Marina una obra técnica llamada Ordenanzas y Tácticas Militares. Poco después, realizó un viaje por América y Europa para dirigirse luego a Tierra Santa en el Cercano Oriente asiático.

## Participación en la guerra del Paraguay, baja del ejército y deceso

La República del Paraguay, luego de la guerra, fue ocupada por el Imperio del Brasil que en cuyas manos perdió su histórico territorio entre el río Apa y el río Blanco pero conservó aquellos pretendidos del Chaco Boreal —de pueblos originarios guaicurúes y chiriguanos, que nominalmente pertenecía al gobierno de Chiquitos— gracias a mantener Fuerte Olimpo, y el actual territorio de Itapúa que dependía de la antigua provincia argentina de las Misiones Guaraníes. Argentina conservó «Villa Occidental» y su territorio hasta el río Verde —hasta 1879— y recuperó los territorios de la orilla oriental del río Paraná de la actual provincia de Misiones, además de la provincia de Corrientes que estuvo ocupada por los paraguayos en 1865 y del pretendido Chaco Central que también estaba habitado por originarios (los cuales habían estado bajo la jurisdicción nominal de la tenencia de gobierno rioplatense-paraguaya de Concepción del Bermejo a la cual definitivamente desde 1618, ya formando parte de la nueva gobernación rioplatense, se le reconoció las vecinas encomiendas tucumanas de Matará y Guacará, y luego del abandono, pasó nominalmente a la gobernación del Tucumán y de la sucesora intendencia de Salta del Tucumán).

### Dado de alta como teniente coronel del ejército aliado
Al regresar en 1865 de su largo viaje por el mundo occidental a la ya consolidada República Argentina, estalló la guerra de la Triple Alianza 
entre aquella, el Estado Oriental del Uruguay y el Imperio del Brasil contra la República del Paraguay, debido a la invasión de la provincia de Corrientes, por lo que fue dado de alta como teniente coronel, y de esta forma se incorporó al Estado Mayor del 1.er Cuerpo del Ejército en donde también se le reconoció el 22 de julio del citado año esa misma graduación.
Formó parte de la División del general Manuel Hornos, con quien asistió a los primeros acontecimientos armados, distinguiéndose en Paso del Ambrosio, luego participó en la batalla de Yatay y en el sitio de Uruguayana en donde salieron victoriosos por la rendición de la localidad. Por estos hechos, el teniente coronel Rocha fue merecedor de las condecoraciones otorgadas por los gobiernos uruguayo y brasileño.
También estuvo en el Paso de la Patria y participó en la batalla de Estero Bellaco y luego por las participaciones heroicas en la de Tuyutí del 24 de mayo de 1866, el Congreso Nacional lo premió con cordones de honor.

### Pérdida de salud y baja del ejercicio de operaciones
Debido a su mal estado de salud tuvo que ser internado en el Hospital Militar de Corrientes, cuyo director fuera el doctor Francisco Javier Muñiz. Este último lo mandó a la ciudad de Buenos Aires para un mejor tratamiento sanitario y el 8 de octubre de 1866 fue dado de baja del ejercicio de operaciones, y pasó al Cuerpo de inválidos el 15 de febrero del citado año, por decreto de vicepresidente argentino Marcos Paz en ejercicio del Poder Ejecutivo.

### Fallecimiento
Estuvo allí hasta que finalmente el teniente coronel Juan José Rosendo Rocha fallecería en el pueblo de Belgrano de la entonces provincia de Buenos Aires —posterior barrio porteño de la Capital Federal y actual Ciudad Autónoma de Buenos Aires— el 7 de julio de 1880.

## Matrimonio y descendencia
El entonces teniente primero Juan José Rosendo de Rocha Durán se había unido en matrimonio el 1.º de octubre de 1828 en la ciudad de Buenos Aires con Juana Josefa de la Trinidad Arana Olivera (Buenos Aires, 7 de mayo de 1810 - ib., 27 de mayo de 1892).
Su esposa Juana era hermana y futura consuegra del rico comerciante argentino Diego Arana Olivera (n. Buenos Aires, 1813), casado desde 1835 con Jacinta Merino Bonelo, y ambos eran hijos del rico comerciante hispano-andaluz Diego José Arana Pabón (Trebujena de Cádiz, reino de Sevilla de la Corona española, 1748 - Buenos Aires, 28 de diciembre de 1834), que por alguna razón mudó su apellido de Xarana al de Arana y se había radicado en la Buenos Aires virreinal en 1808, y de su tercera esposa Victoria de Olivera Ortega (Buenos Aires, 1782 - ib., 7 de junio de 1872) con la que se había casado en la citada ciudad porteña el 25 de mayo de 1809, nietos paternos de Antonio José Javier López de Jarana y Herrera y de su esposa Leonor Micaela Pabón de Oviedo, nietos maternos de Lucas Florentino de Olivera Melo-Coutinho y de su mujer Basilia Antonia de Ortega y Caraballo, y por lo tanto bisnietos maternos de José de Olivera Sayas y de su cónyuge Victoria de Melo Coutinho y Correa, la cual era una segunda chozna de Juan de Melo Coutiño y Carvalho y de su esposa Juana Holguín de Ulloa, quienes fueron dos de los primeros vecinos de la segunda Buenos Aires de origen luso-brasileño e hispano-inca respectivamente.
Fruto del enlace entre Juan José Rosendo Rocha y su mujer Juana Arana nacieron y sobrevivieron al menos dos hijos:
- Juana Rocha Arana[16] (n. Buenos Aires, 1832) que se enlazó con Luis Arditi Rojas[16] (n. ca. 1830), el hermano mayor de Juan (n. ib., 1852) y de Ángela Arditi Rojas (n. 1834) que se casó con el hacendado Juan Milberg Dillan, propietario de la estancia bonaerense El Rincón que dio origen a la actual localidad que lleva su nombre, e hijos de Valerio Arditi Viola y de su esposa Ángela Rojas Argerich. Del enlace entre Juana Rocha y Luis Arditi nació el futuro doctor Luis Arditi Rocha[16] (n. Buenos Aires, 1854),[16] un médico[16] que ejerció en la localidad de Dolores[16] hacia 1877, luego ingresó a la Policía de la Provincia de Buenos Aires de la que fue oficial mayor,[16] incursionó en la política de Argentina junto a su tío materno Dardo Rocha del que fue su secretario,[16] resultando electo legislador[16] del Congreso de la Nación Argentina y fue uno de los fundadores de la Sociedad Geográfica Argentina,[16] además de haber sido iniciado en la logia Regeneración N.º 5 el 17 de noviembre de 1880,[16] también en la logia Libertad N.º 48 el 23 de septiembre de 1909[16] y llegaría a ser uno de los dirigentes del Gran Oriente Argentino del Rito Azul.[16]
- Dardo Rocha Arana[5][16] (ib., 1 de septiembre de 1838 - ib., 6 de septiembre de 1921)[5] que fue bautizado en la iglesia de San Nicolás de Bari el 23 de octubre del año de nacimiento[5] y se casó con su prima materna[11] Paula Arana Merino,[5][11] una hermana de Victoria Arana[11][17] que se matrimonió con el doctor Miguel Francisco de Villegas,[11][17] siendo ambas con tres hermanas más,[11] las hijas de los ya citados Diego José Pantaleón Arana Olivera[5][11] y Jacinta Merino Bonelo.[11]